# Robert McKim
Robert McKim (San Francisco, 26 agosto 1886 – Hollywood, 4 giugno 1927) è stato un attore statunitense.

## Biografia
Lavorò nel cinema all'epoca del muto. Nella sua carriera, durata fino al 1927, l'anno della sua morte, girò un centinaio di film. Viene ricordato principalmente per avere interpretato il ruolo del villain ne Il segno di Zorro (1920), antagonista di Douglas Fairbanks.
Si sposò due volte, con Dorcas Matthews e con Ottie Ardine, ambedue attrici.

## Filmografia
- The Heart of Jabez Flint, regia di Jay Hunt - cortometraggio (1915)
- Shorty Inherits a Harem, regia di Charles Swickard - cortometraggio (1915)
- Shorty's Ranch, regia di Scott Sidney - cortometraggio (1915)
- The Disciple, regia di William S. Hart e, non accreditato, Clifford Smith (1915)
- The Edge of the Abyss, regia di Walter Edwards (1915)
- Between Men, regia di William S. Hart (1915)
- Honor's Altar, regia di Walter Edwards (1916)
- The Raiders, regia di Charles Swickard (1916)
- L'ultimo atto (The Last Act), regia di Walter Edwards (1916)
- Il vendicatore (Hell's Hinges), regia di Charles Swickard (1916)
- The Stepping Stone, regia di Reginald Barker, Thomas H. Ince (1916)
- Willie's Wobbly Ways, regia di Scott Sidney - cortometraggio (1916)
- The Primal Lure, regia di William S. Hart (1916)
- The Phantom, regia di Charles Giblyn (1916)
- The Captive God, regia di Charles Swickard (1916)
- The Return of Draw Egan, regia di William S. Hart (1916)
- Jim Grimsby's Boy, regia di Reginald Barker (1916)
- The Devil's Double, regia di William S. Hart (1916)
- The Weaker Sex, regia di Raymond B. West (1917)
- The Iced Bullet, regia di Reginald Barker (1917)
- The Last of the Ingrams, regia di Walter Edwards (1917)
- Passato sanguigno (Blood Will Tell), regia di Charles Miller (1917)
- The Dark Road, regia di Charles Miller (1917)
- Playing the Game, regia di Victor Schertzinger (1918)
- The Claws of the Hun, regia di Victor Schertzinger (1918)
- The Vamp, regia di Jerome Storm (1918)
- Green Eyes, regia di R. William Neill (1918)
- The Marriage Ring, regia di Fred Niblo (1918)
- The Law of the North, regia di Irvin Willat (1918)
- When Do We Eat?, regia di Fred Niblo (1918)
- Fuss and Feathers, regia di Fred Niblo (1918)
- The Silver Horde, regia di Frank Lloyd (1920)
- Il segno di Zorro (The Mark of Zorro), regia di Fred Niblo (1920)
- Strangers of the Night, regia di Fred Niblo (1923)
- I predatori (The Spoilers), regia di Lambert Hillyer (1923)
- The Police Patrol, regia di Burton L. King (1925)
- La grande sparata (The Strong Man), regia di Frank Capra (1926)